# Segersgärde

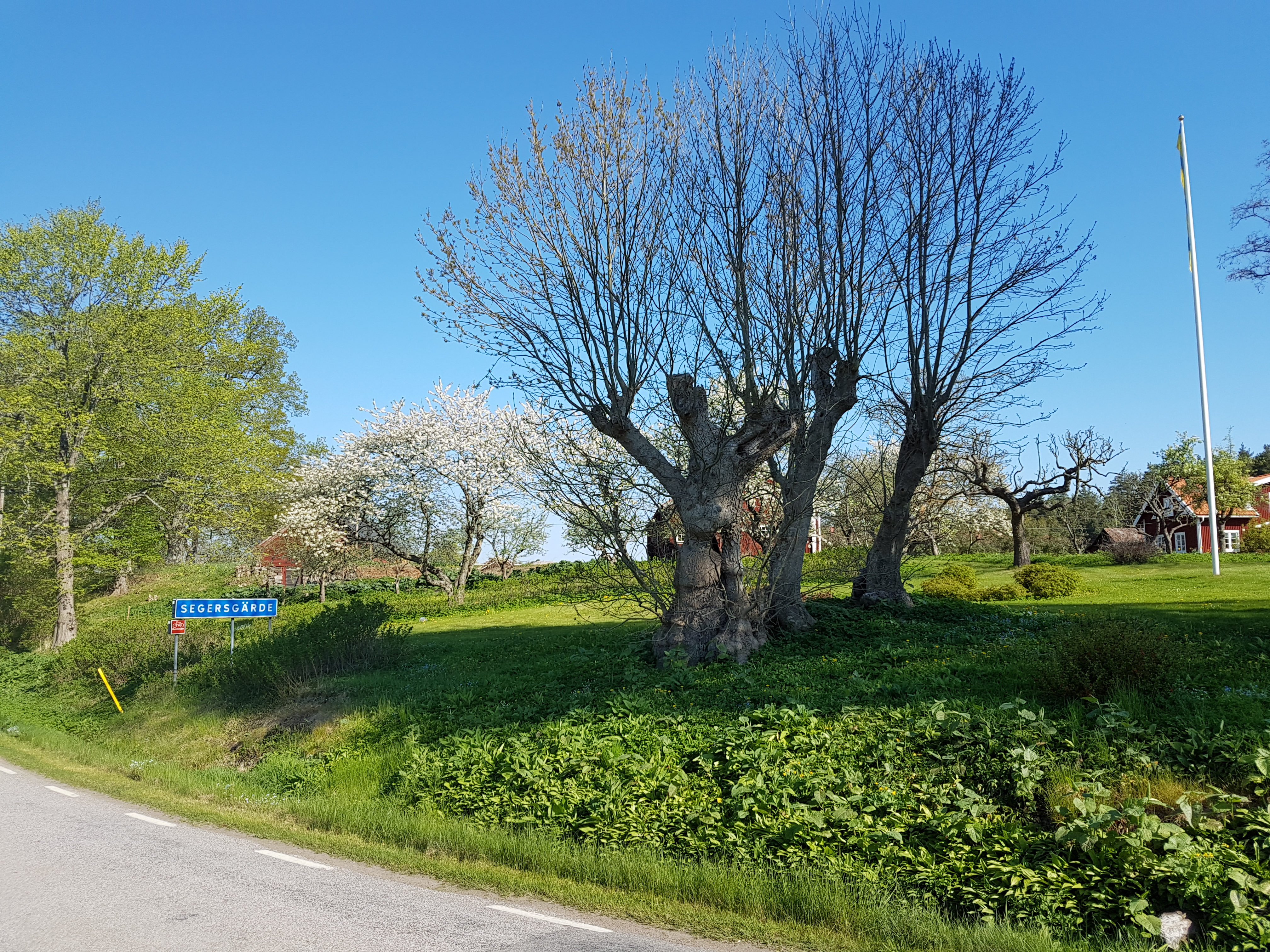
Segersgärde.

Segersgärde är en större gård på Norrlandet norr om Västervik. I närområdet finns Segersgärde naturreservat och Kvarntorpets naturreservat.
Segersgärde omtalas i dokument första gången 1381 då Bo Jonsson Grip sålde gården till Birger Ulfsson. Den kom senare genom giftermål i släkten Lewenhaupts ägo. Hela gården brann ned 1640 med all boskap kvar i ladugården.
Hovkamrerare Carl Rydström som tidigare varit förvaltare på Casimirsborg bosatte sig 1844 på Segersgärde. Han var fosterfar till Carl Ringqvist som var utomäktenskaplig son till Fredrik Wilhelm Fleetwood på Vindö säteri. Carl Ringqvist var från 1844 ekonomisk förvaltare och älskare åt grevinnan Louise Lewenhaupt och erhöll rika gåvor och testamenten från henne. Han omkom dock kort efter hennes död sommaren 1849 under en kappsegling på Gamlebyviken. Fosterfadern reste ett minnesmärke efter honom på Vistingsö, vilket dock senare flyttades till Segersminne, där det ännu står kvar. Carl Rydström ärvde sin fosterson och kunde därigenom själv bli ägare till Segersgärde, trots protester från familjen Lewenhaupt. Sedan Carl Ryström 1853 avlidit ärvdes gården av hans son Carl Bernhard Rydström som lät rusta upp Segersgärde. Rydström hade ett stort och omfattande umgänge på gården, däribland Johan Jolin, Emil Key, kapten Carl Magnus Hultin på Kallernäs, Carl Anton Wetterbergh och Nils Johan Andersson. Till umgänget hörde även Nils Johan Anderssons son konstnären J.A.G. Acke som 1878 utförde ett antal väggmålningar på Segersgärde som skildrar sällskapslivet på gården.
Johan Jolin fick med hjälp av Rydström möjlighet att bygga ett sommarställe nedanför Segersgärde, Ekvik, som ritades av Fredrik Wilhelm Scholander, för övrigt också medlem i umgängeskretsen. Byggnaden invigdes 1863. Redan 1867 beslutade dock Jolin att flytta huset för att återuppföra det vid Gamla Djursholm. Ett nytt Ekvik byggdes dock senare upp på platsen. Carl Bernhard Rydströms dotter Ada Rydström som växte upp på Segersgärde och kom att bo där hela livet fortsatte att odla faderns kontakter, Emil Keys äldsta dotter Ellen Key blev en av hennes bästa vänner.